# Globignatha rohri
Globignatha rohri är en spindelart som först beskrevs av Balogh och Imre Loksa 1968.  Globignatha rohri ingår i släktet Globignatha och familjen Symphytognathidae. Inga underarter finns listade i Catalogue of Life.